# Diamante (Cosenza)
Diamante és un municipi italià, dins de la província de Cosenza, que limita amb els municipis de Belvedere Marittimo, Buonvicino, Grisolia i Maierà a la mateixa província.

## Evolució demogràfica
| Població censada al municipi de Diamante (Cosenza) | Població censada al municipi de Diamante (Cosenza) | Població censada al municipi de Diamante (Cosenza) |
| -------------------------------------------------- | -------------------------------------------------- | -------------------------------------------------- |
|                                                    |                                                    |                                                    |
| Notes:                                             | Elaboració gràfica per part de la Viquipèdia       |                                                    |
|                                                    | Font: ISTAT (Institut Nacional d'Estadística)      |                                                    |

## Galeria fotogràfica

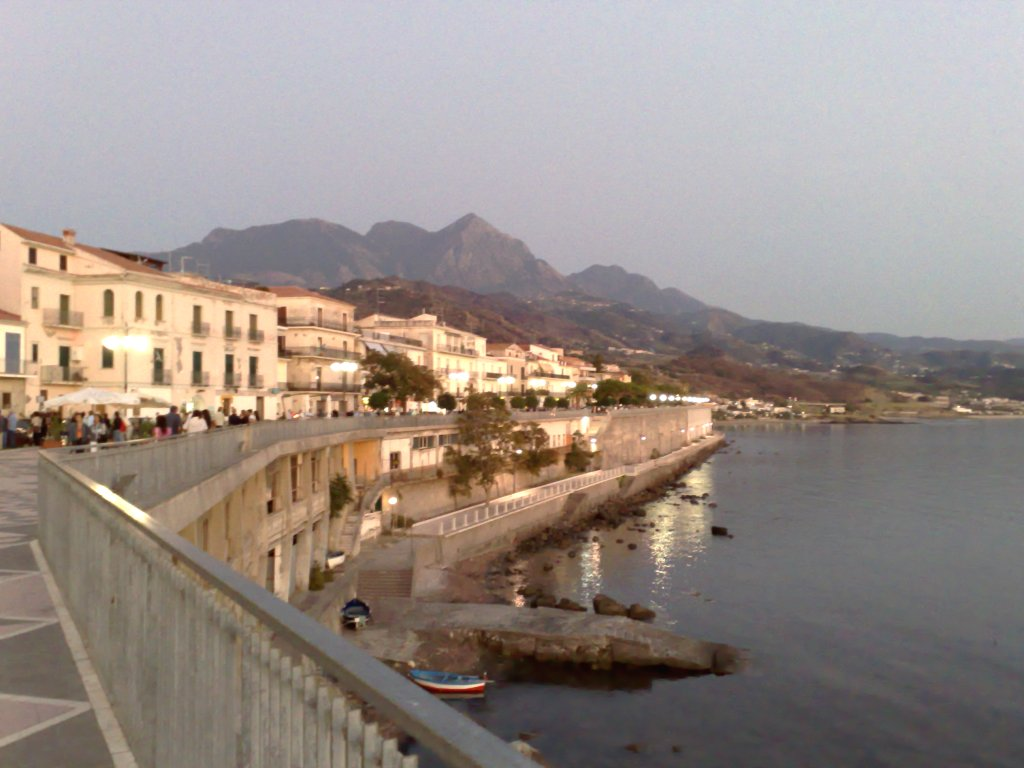
Panorama de la ciutat
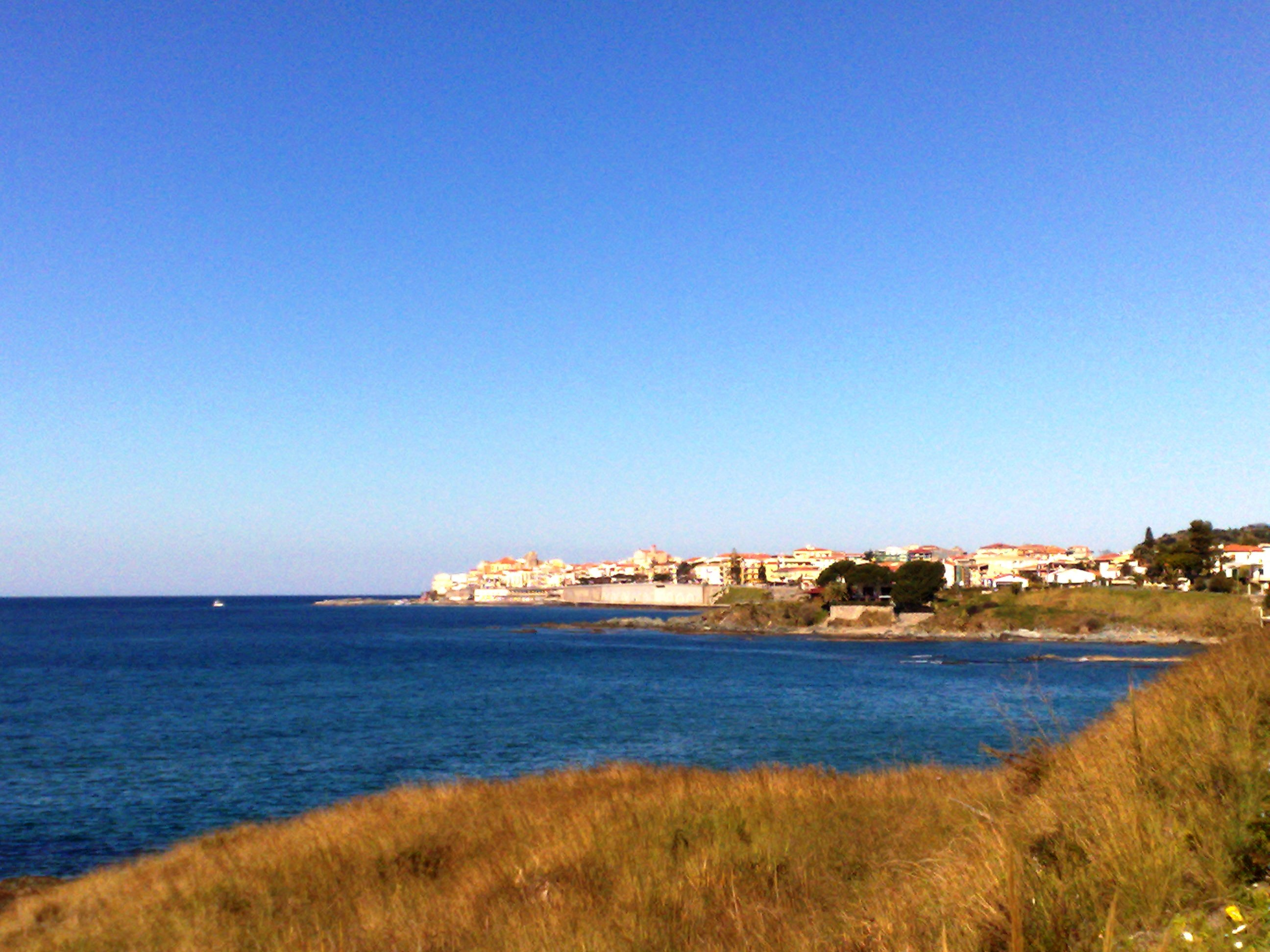
Diamante vista des del sud
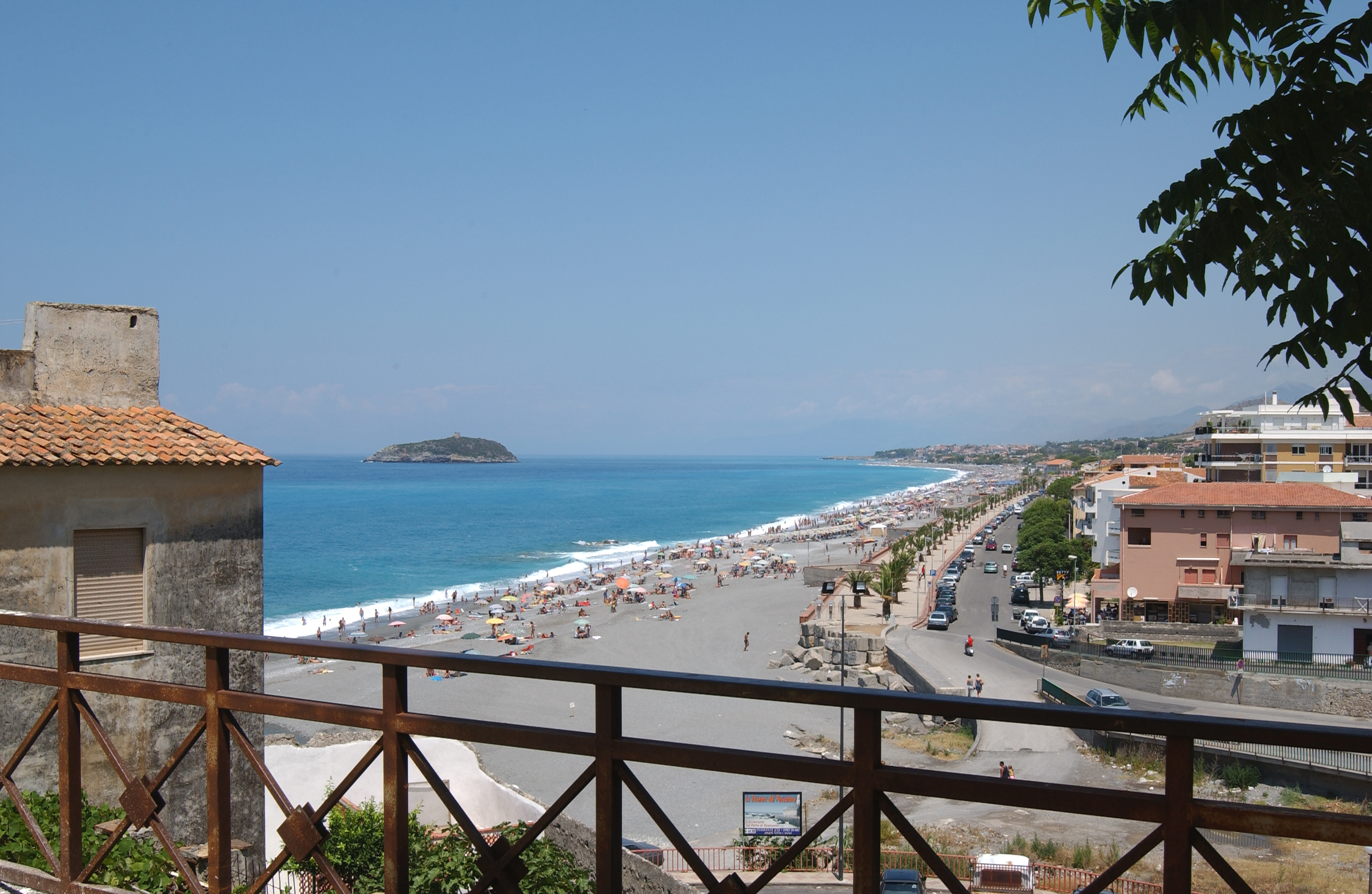
Panorama
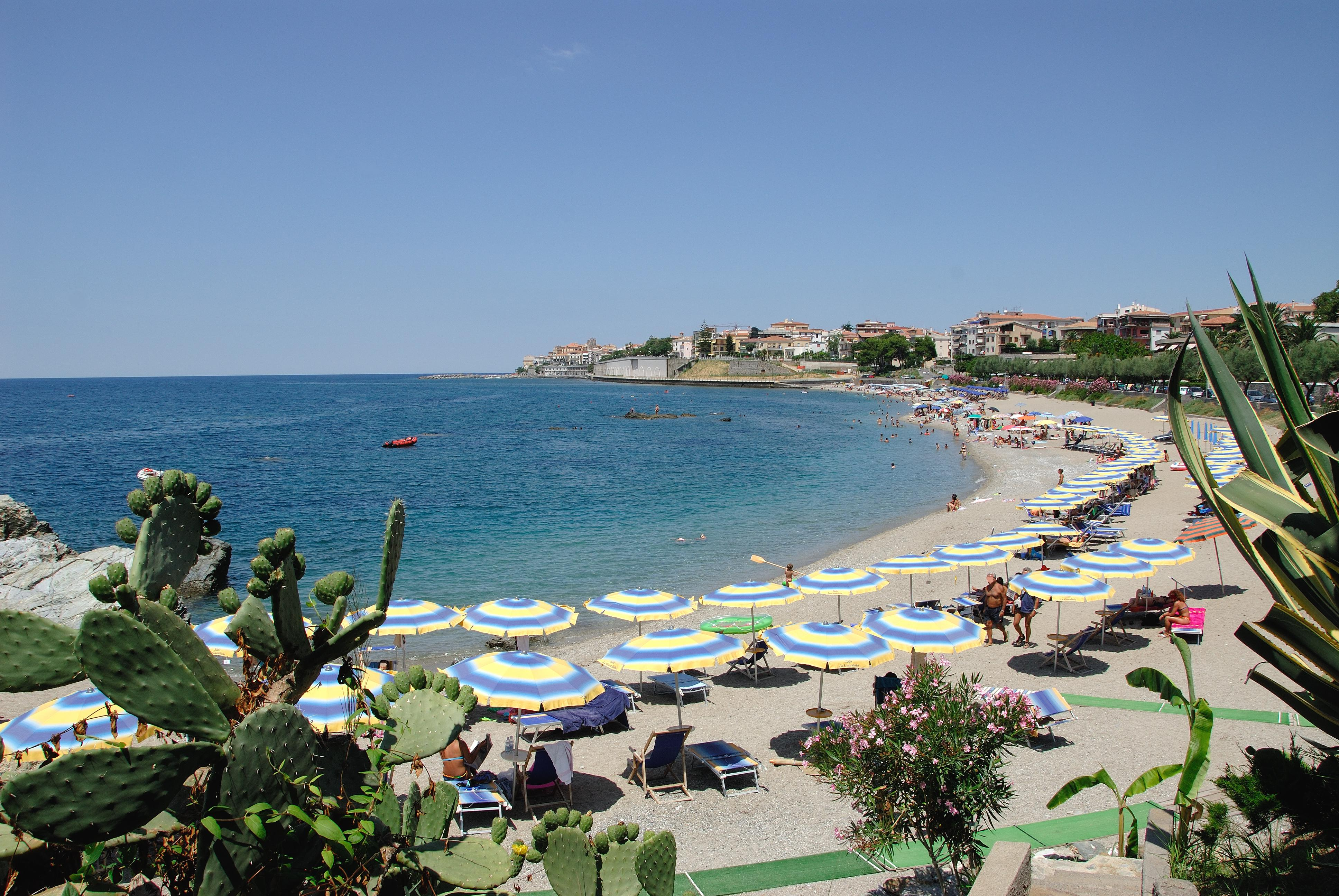
Riviera Blu
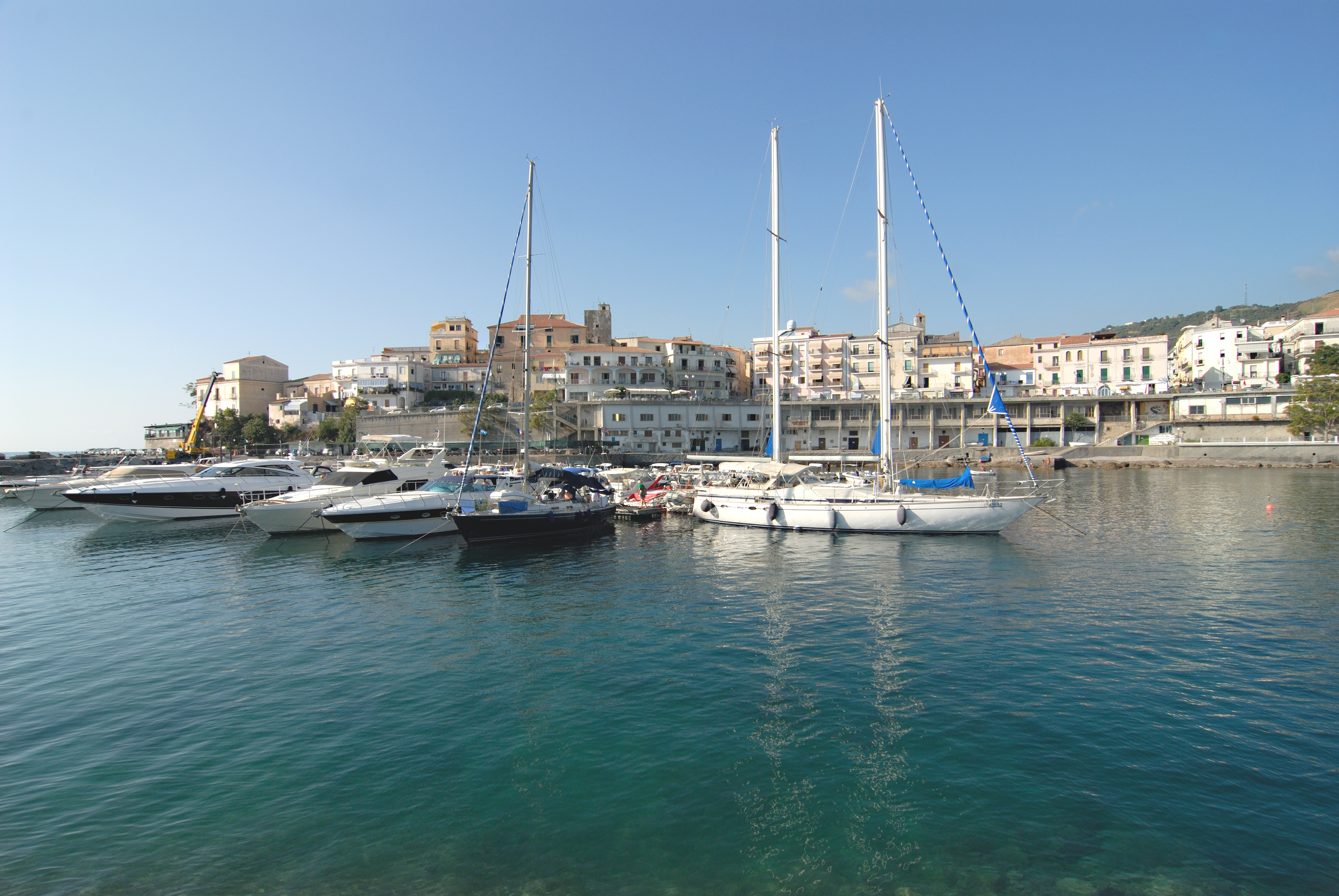
Porticciolo
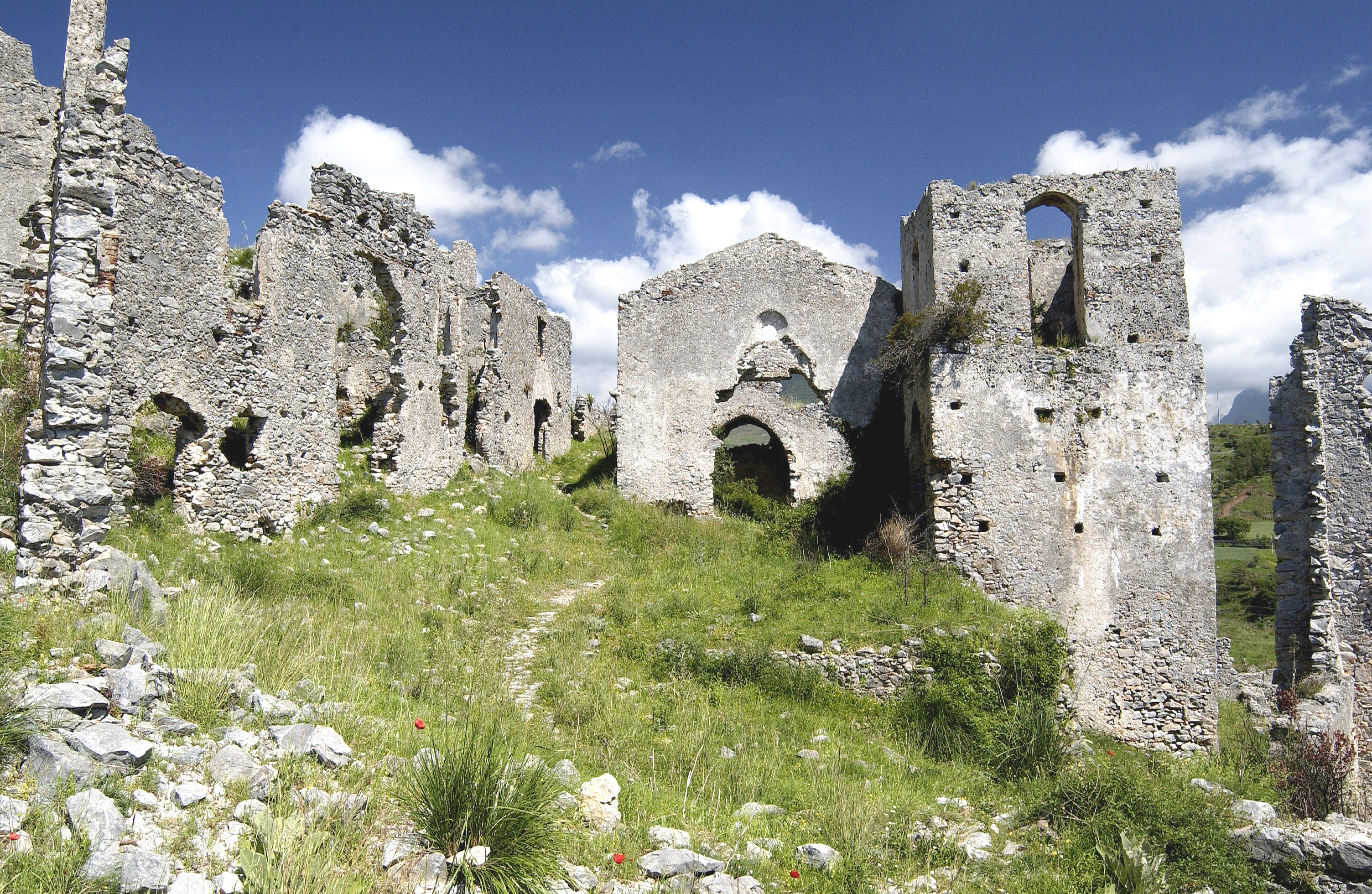
Ruderi di Cirella
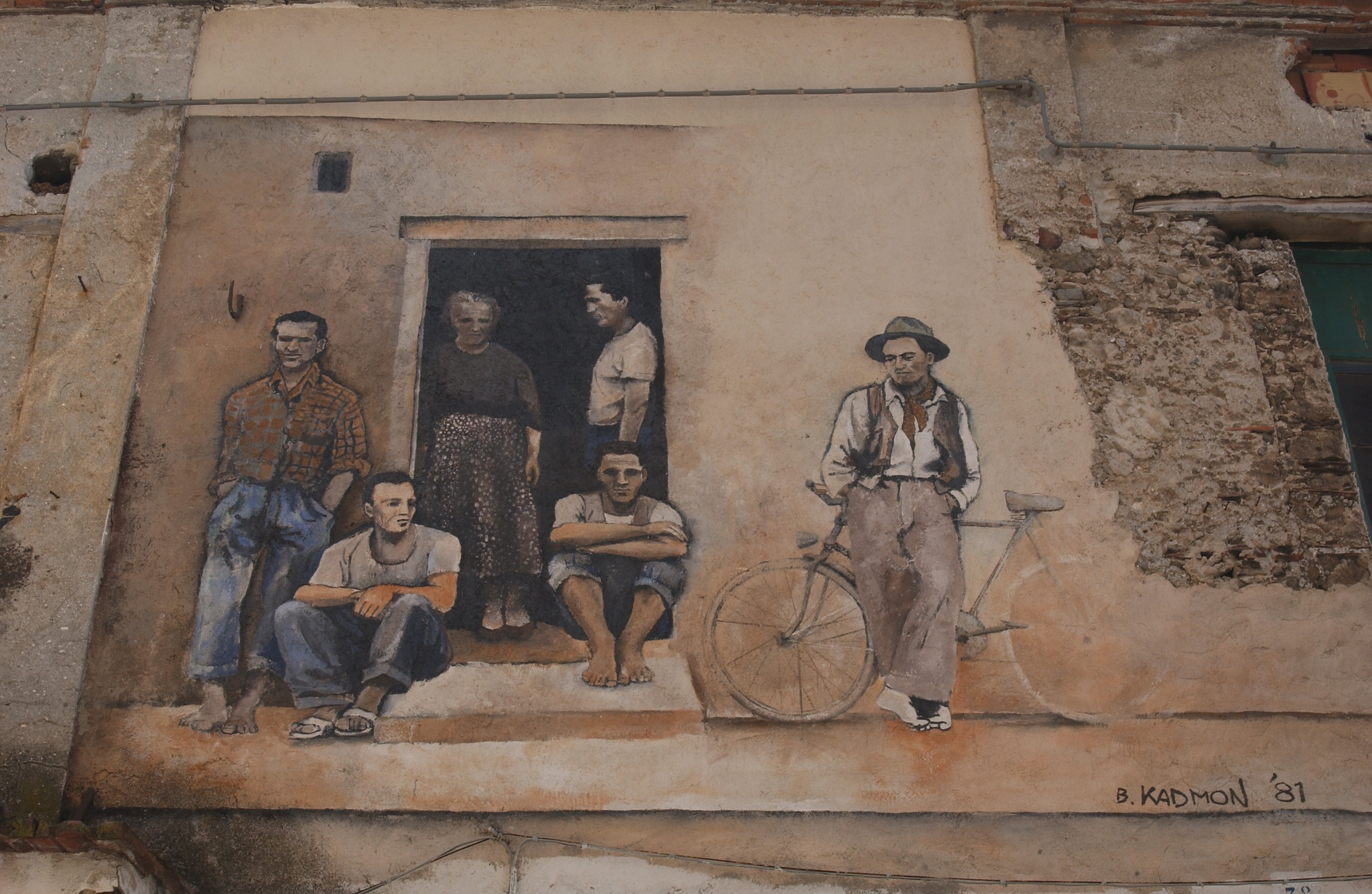
Mural del centre històric
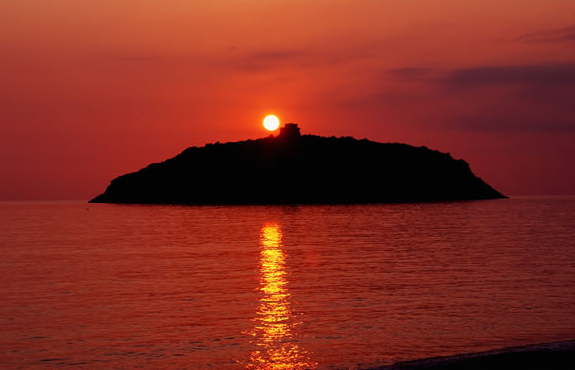
Tramonto sul mare e isola di Cirella
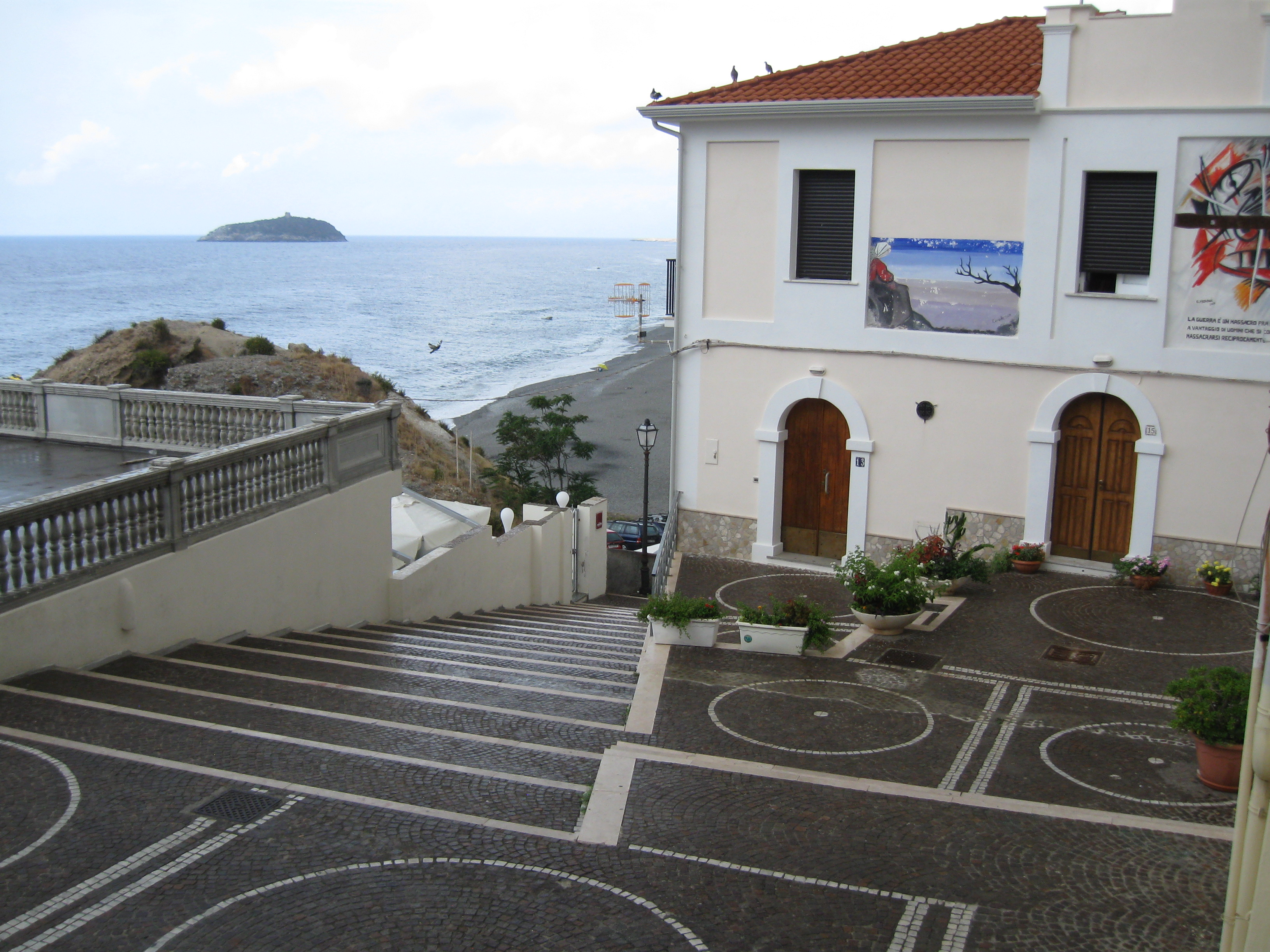
Plaça del centre històric
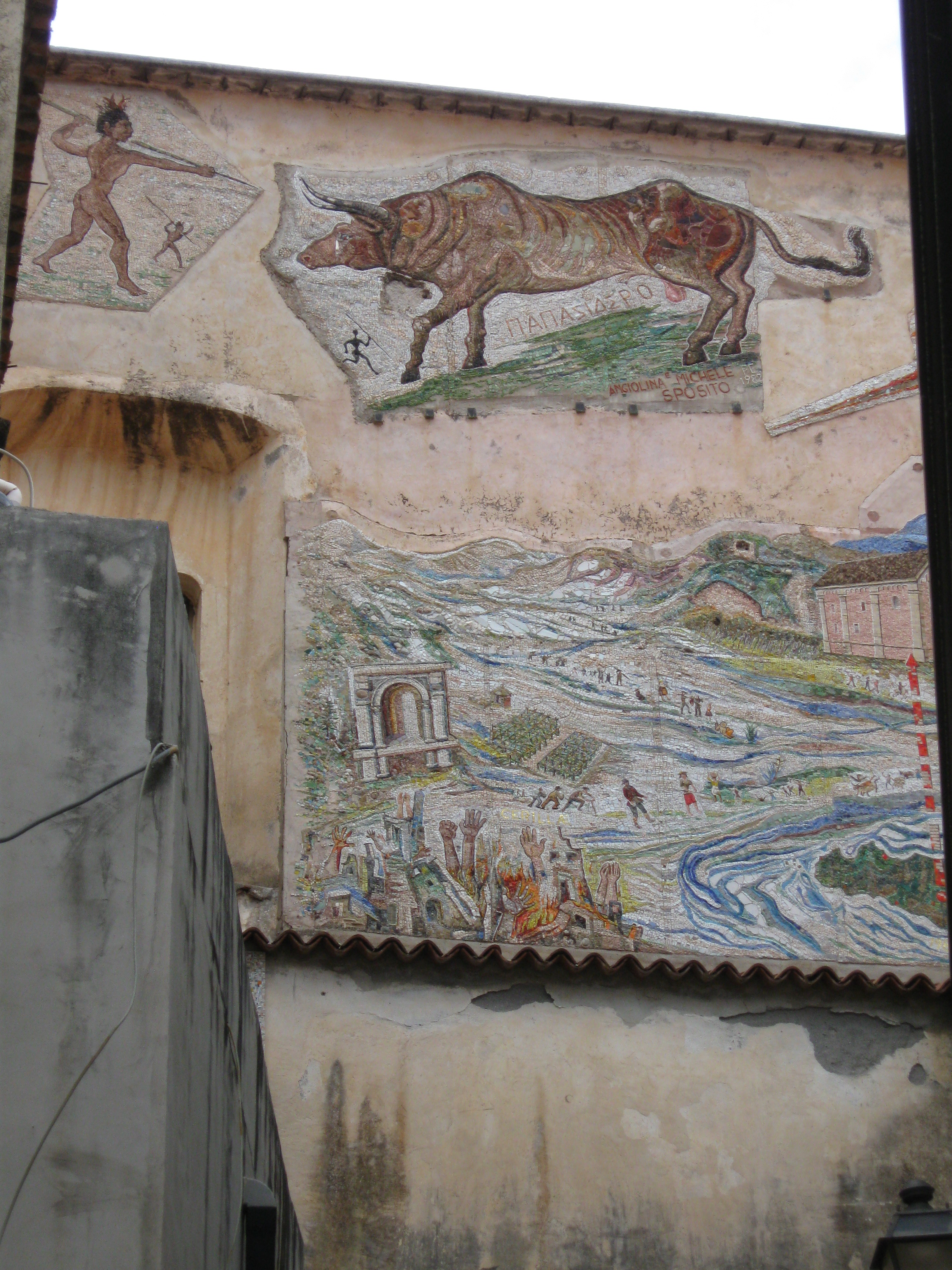
Mosaic del centre històric